# Магістральна вулиця (Жмеринка)
Магістральна вулиця  — вулиця у м. Жмеринка.

## Об'єкти
- буд. 67 — Жмеринська хутрова фабрика[2].
- буд. 21 — Жмеринське районне відділення всеукраїнського об'єднання ветеранів[3]